# آکانه شیباتا
آکانه شیباتا (انگلیسی: Akane Shibata؛ زادهٔ ۳۰ آوریل ۱۹۸۸) بازیکن هاکی روی چمن زن اهل ژاپن است.